# Claude de Fréminville
 (mai 2019).
Claude de La Poix de Fréminville, né à Perpignan le 14 septembre 1914 et mort à Paris 19e le 19 janvier 1966, est un écrivain et journaliste français.

## Biographie
Il passe sa jeunesse à Oran et rencontre Albert Camus en classe d'hypokhâgne à Alger au cours de l'année scolaire 1932-1933. Il poursuit ses études universitaires à Paris où il adhère brièvement au PCF et pousse Camus à faire de même. En 1938, il fait partie de la rédaction de la revue Rivage publiée par Edmond Charlot. En 1937, il fonde avec Camus les éphémères éditions Cafre (CAmus-FREminville) qui ne publient que quatre titres jusqu'en 1939.
Après la guerre, il travaille comme journaliste à Paris, d'abord à l'Agence européenne de presse et au Populaire puis à Europe 1 où il donne un éditorial chaque matin, à 08:30, de 1956 à  sa mort, sous le nom de "Claude Terrien", qu'il avait choisi en référence à son cousin germain, René de Fréminville, dont le pseudonyme était Jean Merrien, avec lequel il entretenait des relations d'estime réciproque. Il avait épousé en secondes noces Jeanne Noélie Picard (1913-2004).

## Publications
- Faute d'empire, Paris, Plon, 1963 (sous le pseudonyme de "Claude Terrien")
- Le Manège et la noria, roman, Paris, Gallimard, 1954
- Bien sous tous les rapports, roman, Paris, Gallimard, 1952
- Buñoz, roman, Paris, Charlot, 1946
- Des vies exemplaires, roman, Paris, Charlot, 1946
- Les Beaux jours, roman, Alger, Charlot, 1945
- Poèmes, 1936-1942, Alger, Charlot, 1945
- À la vue de la Méditerranée, Alger, Charlot, 1938
- Adolescence. Cinq sonates pour saluer la vie, Poitiers, Amis de la poésie, 1933[5]